# Чампават
Чампават (англ. Champawat) — місто, розташоване в передгір'ях Гімалаїв у індійському штаті Уттаракханд, адміністративний центр округу Чампават.
Історично місто було столицею династії Чанд. Чудовим зразком архітектури держави Чанд 16 століття є храм Балешвар із детально вирізаними барельєфами.
| Індія | Це незавершена стаття з географії Індії. Ви можете допомогти проєкту, виправивши або дописавши її. |